# Offensive del Panjshir
Le offensive del Panjshir sono state una serie di battaglie che ebbero luogo nella valle del Panjshir tra il 1980 e il 1985 durante l'invasione sovietica dell'Afghanistan.